# 托納拉河

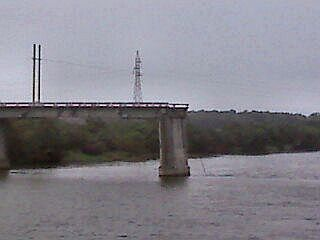

托納拉河是墨西哥的河流，位於該國東南部塔巴斯科州和韋拉克魯斯州，河道全長300公里，流域面積5,679平方公里，流經特萬特佩克地峽。